# 牧場物語 閃耀太陽與伙伴們
《牧場物語 閃耀太陽與伙伴們》是MMV於2008年2月21日發售的遊戲，平台是NDS，前作為，是牧場物語系列NDS上的第四款遊戲。

## 新要素
- 寵物新增2種類
- 野生動物登場
- 利用任天堂的Wi-Fi與其他玩家進行連線，最多可以4人同時連線
- 結婚候補人物新增2人
- 新增村民小魔女
- 操作方法加入十字鍵和觸控二種。
- 寵物的顏色增加
- 雞、牛、羊能夠養別種

## 故事簡介
主角來到向日葵群島，小精靈跟主角說有些島沉了海裡，要主角去尋找太陽石，使島嶼重新浮起，主角尋找太陽石的牧場生活開始了！

## 人物介紹

### 花婿候補
瑪魯庫（マルク）
男主角，金髮，戴著藍色帽子，喜歡大自然，以當牧場主為自己的理想，所以乘船來到向日葵群島，在女主角的場合，是花婿候補的其中一人，以旅客的身份居住在旅管
艾里克（エリク）

巴魯玆

達尼

威爾（ウィル）

西巴

### 花嫁候補
切爾西（チェルシー）

娜塔莉

朱莉亞

莉莉

塞菲娜

睡蓮

魔女大人

艾瑞拉